# Lars Petrus
Lars Petrus (1960) è uno speedcuber svedese.
Nel 1982 è diventato campione di Svezia. È stato detentore del record europeo di risoluzione del cubo nel minor tempo usando una sola mano, portato fino a 42"41 per la singola prova e a 1'12"04 per la media sulle tre prove alla Caltech Winter Competition 2005, tenutasi a San Francisco. Petrus ha anche vinto le World Championships 2005 tenutesi a Lake Buena Vista, in Florida, nella categoria "Minor Numero di Mosse", guadagnandosi il premio di $500. Attualmente risiede nella Silicon Valley, in California.
Ha ideato uno dei più noti metodi di risoluzione del cubo di Rubik, che da lui prende il nome di "metodo Petrus". Il metodo è composto da sette fasi: 1) costruire un angolo 2×2×2, 2) espandere la parte risolta fino a 2×2×3, 3) orientare gli spigoli, 4) finire due strati, 5) mettere in posizione i rimanenti vertici, 6) orientare i vertici, 7) mettere in posizione gli spigoli restanti.
Degna di nota è anche la creazione di un utilissimo dizionario (purtroppo incompleto) dei nomi dei prodotti IKEA che traduce in inglese il significato di ciascun nome.